# Zgornje Prapreče
Zgornje Prapreče este o localitate din comuna Lukovica, Slovenia, cu o populație de 35 de locuitori.